# 本宿天神社獅子舞
本宿天神社獅子舞（もとじゅくてんじんしゃししまい）は、埼玉県北本市本宿二丁目八番地鎮座、本宿天神社に伝わる一頭立ての大神楽獅子舞。

## 概要
本宿天神社を拠点に活動する北本宿囃子連は、神田囃子木ノ下流、その中の松山流と呼ばれる江戸囃子を現在の桶川市上日出谷より明治十六年に伝習し、いまに伝えている。さらに当囃子連では大正七年に川越の丸一大神楽師より獅子舞を伝習した。このことは『北本市史　民俗編』など多くの資料に掲載されているが、近年の研究により、この「川越の丸一大神楽師より伝習」の部分が誤りであることが判明した。
『広辞苑』によると、丸一とは、太神楽の一派の家元の名称で、江戸では大神楽の異称として用いられていたという。また『誹風柳多留』には「丸一をやめ倹約で角兵衛獅子」という川柳が載る。そのことからも江戸時代には非常に重宝されていた様子が偲ばれる。――つまり、「川越の丸一大神楽師」というのは、川越在住の神楽師、くらいな意味であり、社中の名はべつにあった。それは〈丸井太神楽〉である。
『日本大神楽事典』（柳貴家勝蔵著）によると、丸井太神楽は現在の川越市にあった太神楽社中で、川越六反に住んでいたことから〈六反丸井〉とも呼ばれていた。この丸井太神楽から出た著名な太神楽師に「バンカラ新坊」「バンカラ唐茄子」がおり、バンカラ新坊は東京に出てレコードなども出し活躍した人物だという。
愛知・熱田神宮に起源を持つという関東地方の大神楽は、現在、寄席の芸能として有名な江戸太神楽と、茨城県指定無形民俗文化財、茨城県・水戸大神楽が知られているが、かつては千葉、群馬、埼玉、栃木にも、この系統の大神楽の組があった。――明治期、〈丸一〉と称されるほどの本格的な太神楽が、川越にはこの丸井太神楽のほか見当らないことからしても、本宿天神社獅子舞は、この組に関係する人物から伝承したものであると推察される。
また長胴（一人太鼓）を使用し、祭囃子とは別に、獅子舞のためだけの曲を伝承する組は、社中を名乗る神楽太夫を除けば、埼玉県内では本宿天神社獅子舞以外、ほとんど見られない。
太神楽の〈籠鞠〉などで使用される曲が、当獅子舞の〈幣舞〉の中で使用されていることなどからも、ここの獅子舞が、かつて正統な太神楽師よりきちんと伝承を受けた事実が知れる。
本宿天神社獅子舞は、幣舞、蝶舞、蚤取り、ヒョットコの獅子釣り、狂い獅子で構成されていたが、平成二十一年〈おかめの舞〉を復興させた。面だけが残されていたところ、従来から伝わる岡崎の囃子に舞と笛を乗せ再構成したもので、内容は、おかめの羽根突きである。なお、おかめの舞の岡崎は、その後につづくヒョットコの舞に比べゆっくりと叩かれる。そこに乗せられる篠笛の民謡・童謡は十数曲に及ぶが、お正月の曲にはじまり、春夏秋冬を表現したものである。
囃子連の演じる獅子舞としては、県内では珍しい、歴史ある本格的な芸能として近年注目され、平成二十一年には〈ぐんまフラワーパーク郷土芸能のつどい〉に、平成二十二年には〈ららん藤岡・道の駅　開業十周年記念郷土芸能大会〉に埼玉を代表する郷土芸能として出演した。また平成二十三年には〈第十四回　全国獅子舞フェスティバル〉への出演を果した。
よくある、江戸囃子の囃子連が、見様見真似で行う屋台囃子、馬鹿囃子の獅子舞とはちがい、ここの獅子舞には幣舞があり、本格的な〈蚤取り〉の舞も伝承している。このような太神楽獅子は、埼玉県内では類を見ない、大変貴重なものである。

## 活動日程
〈主な活動日程〉（二〇一一年の活動記録より）
- 一月　本宿天神社　元旦祭
- 三月　第十二回　北本市郷土芸能大会
- 三月　本宿天神社　春祈祷・新入学児童安全祈願祭
- 五月　東日本大震災復興支援　郷土芸能大会ｉｎららん藤岡・道の駅（北本宿囃子連主催）
- 五月　川原湯温泉を応援する！！　仲間たちによる手作りの郷土芸能大会（北本宿囃子連主催）
- 十一月　北本まつり・産業まつり
- 十一月　姉妹都市・福島県会津坂下町〈新そば祭り〉出演
- 十一月　第九回　埼玉Ｂ級ご当地グルメ王決定戦・ステージイベント出演
- 十二月　第十四回　全国獅子舞フェスティバルｉｎ白岡